# Nordisk Film Biografer Randers
Nordisk Film Biografer Randers er en biograf i Randers, der er opført på Thors Bakke i centrum af byen – området, hvor Thor Bryggerierne havde til huse. Biografen åbenede i 2009, som erstatning for Grand Teatret, som Nordisk Film købte i 2003.
Biografen har i alt 6 sale med topmoderne teknik. Den største sal, sal 1, har et lærred på 16,7*7 meter. Dette placerer den på top ti over største lærredsareal i Danmark.
Biografen ejes af Nordisk Film Biografer.

## Eksterne kilder og henvisninger
1. ↑  Store lærreder i Danmark
Lærreder over 14 meter i bredden

56°27′47″N 10°02′16″Ø / 56.46299°N 10.03775°Ø
|  | Denne artikel om en bygning eller et bygningsværk kan blive bedre, hvis der indsættes et (bedre) billede. Du kan hjælpe ved at afsøge Wikimedia Commons for et passende billede eller lægge et op på Wikimedia Commons med en af de tilladte licenser og indsætte det i artiklen. |